# سيلفانا توماسيللي
سيلفانا توماسيللي (بالإنجليزية: Sylvana Tomaselli)‏ سيدة مجتمع بريطانية (ولدت في كندا يوم 28 مايو من العام 1957) هي زوجة جورج ويندسور الابن الأكبر للأمير إدوارد دوق كينت .